# قره تبة (كسبي)
قره تبة هي بلدة في مقاطعة كسبي في ولاية قشقداريا في أوزبكستان.